# دهستان چما
چما، دهستانی از توابع بخش زاینده‌رود شهرستان سامان در استان چهارمحال و بختیاری است.

## جمعیت
براساس سرشماری سال۱۳۹۰ جمعیت آن ۳٬۰۸۲ نفر (۱٬۴۰۹ خانوار) بوده‌است.